# Plump DJs
Plump DJs est un groupe britannique de musique électronique, originaire de Londres, en Angleterre.

## Histoire
Composé de Lee Rous et Andy Gardner, le groupe est considéré comme premier pionnier du genre breakbeat à la fin des années 1990,,. Tout au long des années 2000, ils sont très prolifiques sur le plan créatif, publiant de nombreux singles underground célèbres, des albums et des compilations. Durant leur parcours, ils remixent également les disques de grandes stars de la dance telles que deadmau5, Mark Ronson, Fatboy Slim, Orbital et les Stanton Warriors. Ils consolident leur statut international grâce à leur résidence de 10 ans au célèbre superclub londonien Fabric, au cours d'une carrière qui les amène à se produire sur les plus grandes scènes aux quatre coins du monde. 

## Discographie

### Albums studio
| Titre                 | Année | Meilleure position |
| Titre                 | Année | AUS                |
| --------------------- | ----- | ------------------ |
| A Plump Night Out     | 2000  | —                  |
| Eargasm               | 2003  | 44                 |
| Saturday Night Lotion | 2005  | 100                |
| Headthrash            | 2008  | —                  |

### Albums mixés
| Titre                          | Année |
| ------------------------------ | ----- |
| Elastic Breaks                 | 2001  |
| Urban Underground – INCredible | 2001  |
| FabricLive.08                  | 2003  |
| Breakbeat Annual               | 2005  |
| Global Underground             | 2009  |

### Singles
| Titre                                                  | Année | Meilleure position |
| Titre                                                  | Année | R-U                |
| ------------------------------------------------------ | ----- | ------------------ |
| Big Groovy Fucker / TB Reality                         | 2002  | 83                 |
| The Gate / The Funk Hits the Fan                       | 2003  | 90                 |
| Pray for You (Lee Coombs Mixes) (featuring Gary Numan) | 2003  | 89                 |
| Creepshow / Weighed Down                               | 2003  | 77                 |
| Soul Vibrates / Bullet Train                           | 2004  | 79                 |